# گورنگه کونگووتسه
گورنگه کونگووتسه (به صربی: Gornje Konjuvce) یک منطقهٔ مسکونی در صربستان است که در بوینیک واقع شده‌است. گورنگه کونگووتسه ۱۷۲ نفر جمعیت دارد.